# Ouragan Michael (2000)
Pour les articles homonymes, voir Cyclone tropical Michael.
L’ouragan Michael fut le dix-septième système tropical, le treizième à recevoir un nom et le huitième ouragan de la saison cyclonique 2000 dans l'océan Atlantique nord. Il se développa en tant que dépression subtropicale le 15 octobre au sud-ouest des Bermudes et atteignit la catégorie 2 de l'échelle de Saffir-Simpson le 19 octobre alors qu'il était en mer à une latitude relativement peu commune, soit 44°N. 
Michael frappa Terre-Neuve le 20 octobre, une fois qu'il se fut transformé en cyclone extratropical. Il traversa celle-ci en son centre avant d'être absorbé dans la circulation d'altitude. Les vents notés à diverses stations atteignirent jusqu'à 172 km/h à St. Lawrence. Ces vents causèrent des dégâts mineurs aux arbres, maisons et au réseau de distribution électrique. Le système affecta également une bonne partie des provinces maritimes du Canada et de l'État du Maine aux États-Unis, y laissant des accumulations de pluie entre 25 et 50 mm. La hauteur maximale des vagues fut de 16,9 mètres selon une bouée météorologique au large de Terre-Neuve.

## Évolution météorologique
Une dépression coupée en altitude provenant des latitudes moyennes dériva vers la zone subtropicale au début d'octobre et interagit avec un front froid qui devint stationnaire près des Bahamas le 10 octobre. Sous ce système, une dépression de surface se forma le 12 octobre et s'intensifia à partir du 15 à l'est de la Floride. Plus tard ce jour-là, elle devint un cyclone subtropical, soit une dépression ayant les caractéristiques d'un cyclone tropical et d'une dépression frontale. Le système demeura stationnaire au-dessus des eaux chaudes du Gulf Stream encore à 28 °C tout en se transformant en cyclone tropical. 
Vers 0 h UTC le 16 octobre, les images du satellite météorologique montrèrent que les bandes orageuses étaient de mieux en mieux organisées. À la même heure le 17, la transition vers cyclone tropical était achevé et le National Hurricane Center américains, utilisant la technique de Dvorak, le classa comme la dépression tropicale dix-sept mais une réanalyse des données faite plus tard conclura qu'elle était déjà au stade de tempête tropicale. Ceci fut suivi par l'émission du premier bulletin d'avertissement.
La tempête tropicale Michael développa rapidement un œil et fut classé un ouragan de catégorie 1 dès l'après-midi du 17 octobre. Un avion de reconnaissance mesura des vents de 120 km/h.
Après être demeuré presque stationnaire au sud-ouest des Bermudes, Michael commença se déplacer de plus en plus vite vers le nord-est le 19 octobre à l'avant d'un creux barométrique d'altitude. À ce moment sa vitesse était de 17 m/s et l'interaction avec le creux donna un développement explosif du système. Selon les estimations, il se creusa de 14 hPa en six heures. Un navire juste à l'est de l’île de Sable (aux coordonnées : 44° 00′ N, 58° 30′ O) mesura à 17 h UTC une pression de 965,5 hPa ainsi que des vents de 41 m/s (148 km/s) ce qui le classa dans la catégorie 2 de l'échelle de Saffir-Simpson,. La vitesse de Michael était alors passée à 31 m/s vers le nord-est.
Dans ce mouvement accéléré, Michael commença à montrer une structure frontale en approchante de Terre-Neuve. Bien que les bandes orageuses furent encore présentes le long d'un front froid s'étendant au sud-ouest du système, une occlusion chaude se produisait au centre du système. Ce système hybride frappa la côte de l'île, près de Harbour Breton, vers 22 h 30 UTC le 20 octobre (20 h locale le 19). Tôt le 20 au matin, heure locale, le reste de Michael atteignit la côte nord-est de Terre-Neuve où il fut absorbé par une dépression venant de l'ouest.

## Impacts

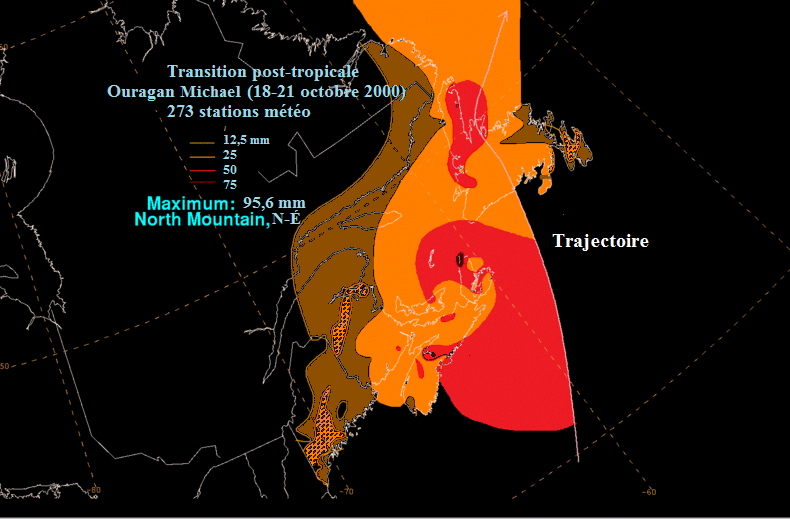
Accumulations de pluie associées avec l'ouragan Michael
(1 pouce= 25.4 mm)

Michael a passé la majeure partie de son existence en mer. Il n'a que brièvement touché Terre-Neuve mais son diamètre était assez étendu en arrivant près de cette île pour affecter la Nouvelle-Écosse et l’Île-du-Prince-Édouard au Canada, ainsi que le Maine aux États-Unis. Au moment de sa rencontre avec la côte de Terre-Neuve, les météorologues estimaient qu'il était encore un ouragan, ce qui en aurait fait le premier ouragan à toucher Terre-Neuve depuis l’ouragan Luis en 1995 et le premier à frapper le Canada depuis Hortense en 1996,. Cependant, une réanalyse permit de déterminer qu'il s'était déjà transformé en cyclone extratropical.

### Terre-Neuve
Les vents maximums à Terre-Neuve furent de 172 km/h à St. Lawrence et des vents soutenus de 128 km/h, avec des rafales à 150 km/h, furent notés à la station de l’île Sagona. Il tomba en général de 35 à 60 mm juste à l'ouest de la trajectoire du système et de 20 à 30 mm à droite de l’ouragan. La quantité maximale de 77 mm fut enregistrée à Englee sur la rive est de la péninsule nord de l'île. Le long de la côte, les vagues moyennes furent de 7 à 8 mètres mais une bouée météorologique sur le banc Banquereau nota des pointes à 16,9 m.
Les dommages à Terre-neuve se résumèrent à des bris par le vent : vitres fracassées, des lattes de vinyle et des bardeaux envolés sur des résidences. Ils produisirent dans les petites communautés à l’est de la trajectoire du système. La localité de Gaultois, à environ 60 km du point où Michael frappa la côte, fut la plus touchée : pannes électriques, arbres déracinés, clôtures et toits de maison brisés, ainsi qu'un hôtel soufflé. Sur l’océan, l’Atlantic Elm (un remorqueur) perdit son lien avec le Portland Star (une barge sans équipage), contenant 8 000 tonnes métriques de ciment et 10 000 litres d’essence diesel, et cette dernière coula la baie Fortune. Des embarcations de plaisance furent également endommagées ou renversées et le service de traversier entre Terre-Neuve et la Nouvelle-Écosse fut interrompu temporairement.

### Ailleurs
Les 14 et 15 octobre, le front associé au système précurseur à Michael donna de la pluie abondante aux Bermudes, jusqu'à 76 mm, mais Michael lui-même demeura bien au large de ces îles. 
Michael laissa de 45 à 65 mm dans certaines portions de l’est des provinces Maritimes et jusqu'à 95,7 mm à North Mountain en Nouvelle-Écosse. Dans le Maine, il est tombé moins de 
51 mm le long de la côte atlantique.

## Étude
Des chercheurs canadiens d’Environnement Canada et du Conseil national de recherches Canada firent un vol d’observation dans l'ouragan Michael, une première du genre pour ces services. Le but de ce vol fut d'étudier la transition extratropicale des ouragans qui reste associée avec de fortes précipitations et des vents violents.